# 市口政光
市口 政光（いちぐち まさみつ、1940年1月12日 - ）は、大阪府出身の日本のアマチュアレスリング選手、指導者。元東海大学体育学部教授。1964年東京オリンピックレスリンググレコローマンスタイル・バンタム級の金メダリストでもある。

## 略歴
関西大学時代に1960年ローマオリンピックに出場し、5回戦で敗れたものの7位に入賞。卒業後はサラリーマンをしながら競技を続け、1962年の全米オープン選手権・世界選手権で優勝した。金メダルを期待された東京オリンピックでは足首の捻挫に苦しみながらも予選を勝ち進み、決勝トーナメントに進出する。しかし、他の予選突破選手が当時の罰則制限をオーバーして失格したため、決勝トーナメントを戦わずして市口の優勝（金メダル）が決定、グレコローマンスタイルでは日本人初の快挙でもあった。
東海大学教授を退任した後は、東海ジュニアレスリングクラブ代表を務める。

## エピソード
大学1年の夏休みから当時最強と呼ばれた中央大学レスリング部と合同練習を行った。
過去の栄光にこだわらない性格で、現役時代のトロフィーや盾は自宅の花壇の杭として使用した。
東海大学時代の教え子には井上康生らがいる。